# 玉川恵
玉川 恵（たまがわ めぐみ、3月12日 - ）は、アナウンサー。
オフィスキイワード所属。2014年10月から2017年3月までラジオ大阪専属だった。同志社大学卒業。同期は廣川陽子、田中愛、中橋舞、木村美菜

## 人物
- 趣味はテトリス、料理、マッサージ、映画鑑賞
- 特技はテトリス、ダンス、体が柔らかい
- キャンディークラッシュとゾンビカフェにはまっている。
- 好きな食べ物はから揚げ。
- ベルギーに住んでいた。

## 出演

### テレビ
- テレビ和歌山　ニュース&情報 5チャンDO!月曜担当（ - 2018年3月）
- テレビ和歌山　6時のわかやま火曜担当（2018年4月 - ）
- アドバンスコープ　『名張市議会議員開票番組』（2018年8月26日）
- クリエイターが集う東吉野村（2018年12月28日、奈良テレビ）
- フロムにしのみや（2016年～2019年4月、ベイ・コミュニケーションズ）
- 不動産情報（2023年6月～、ベイ・コミュニケーションズ）

### ラジオ
- FMなばり　『ほっと。すて〜しょ〜ん 83.5』水曜日（2013年11月 - 2014年9月）
- ラジオ大阪ほんまもん!原田年晴です月曜担当（2014年10月 - 2017年3月）
- ラジオ大阪ふみ子・恵のうふふのふ（2015年4月 - 2017年3月、2018年11月 - ）
- α-STATION Line Caster（2017年4月 - , 水曜・隔週金曜チャミトレ担当）
- TUNING ROOM ~featuring Osaka Shion Wind Orchestra~（2017年4月 - , 日曜20:00 - 21:00, α-STATION）
- α-STATION NEWSROOM α（2022年12月12日）三嶋真路の代打DJ

### CM
- FMなばり　岡三証券（2017年3月現在も放送中）